# (100471) 1996 TK29
(100471) 1996 TK29 es un asteroide perteneciente al cinturón de asteroides, descubierto el 7 de octubre de 1996 por el equipo del Spacewatch desde el Observatorio Nacional de Kitt Peak, Arizona, Estados Unidos.

## Designación y nombre
Designado provisionalmente como 1996 TK29.

## Características orbitales
1996 TK29 está situado a una distancia media del Sol de 2,373 ua, pudiendo alejarse hasta 2,670 ua y acercarse hasta 2,075 ua. Su excentricidad es 0,125 y la inclinación orbital 0,588 grados. Emplea 1335 días en completar una órbita alrededor del Sol.

## Características físicas
La magnitud absoluta de 1996 TK29 es 16,6.